# Gombe (stát)
Gombe je jeden ze 36 států Nigérie. Leží v severovýchodní části země v regionu North East a jeho hlavním městem je stejnojmenné město Gombe. V roce 2022 zde žily přibližně 4 miliony obyvatel a je tak 4. nejméně lidnatým nigerijským státem. Vznikl v říjnu 1996 oddělením od státu Bauchi. Na severu a severovýchodě sousedí se státem Borno, na jihu se státem Taraba, na jihovýchodě se státem Adamawa a na západě se státem Bauchi. Státem protéká řeka Gongola, která se poté vlévá do přehrady Dadin Kowa. 
Dominantním etnikem ve státě jsou Fulbové žijící zejména v severní a střední části státu, nicméně žije zde celá řada různých dalších etnik. Většina obyvatel (asi 55 až 60 %) jsou muslimové, 40 až 45 % obyvatel jsou křesťané. V minulosti se na území státu nacházel Emirát Gombe, který byl součástí Sokotského sultanátu. Většina obyvatel státu se živí zemědělskou produkcí.